# Everybody's Fool
"Everybody's Fool" é uma canção da banda de metal alternativo americana Evanescence. A Wind-up Records lançou a música em 7 de junho de 2004, como o quarto e último single do álbum de estréia, Fallen. Foi escrito por Amy Lee e Ben Moody e foi produzido por Dave Fortman. Segundo Lee, a música foi inspirada em celebridades como Britney Spears e Christina Aguilera, que fazem tudo pela fama. Inspirado pelo amor de sua irmã por celebridades que tinham imagens falsas, Lee escreveu a música cinco anos antes do lançamento do álbum.
A recepção dos críticos de música para "Everybody's Fool", foi mesclada de forma positiva com os críticos, elogiando o som pesado da música. O videoclipe de acompanhamento de "Everybody's Fool", foi filmado em abril de 2004 e foi dirigido por Philipp Stölzl. Ele mostrou Lee, no papel de um modelo que tinha uma imagem completamente triste, em sua vida particular. Concentrou-se na pressão que a personagem de Lee, sofre por causa de sua carreira de modelo e seu estilo de vida oposto. "Everybody's Fool" foi incluído na set list da turnê Fallen. Uma versão ao vivo, também estava disponível em seu primeiro álbum ao vivo, Anywhere but Home (2004).

## Antecedentes
| |  |  |
| Durante várias entrevistas, Amy Lee e Ben Moody, declararam que "Everybody's Fool", foi escrito cinco anos antes do lançamento de Fallen e o tema por trás da música, era inspirado na vida de Britney Spears e Christina Aguilera. |  |  |

"Everybody's Fool" foi escrito por Amy Lee e Ben Moody e David Hodges e produzido por Dave Fortman. O Millennium Choir realizou vocais de apoio para a música. Segundo Lee, a música fala sobre celebridades que têm imagens completamente falsas. Foi mal interpretado como uma mensagem contra a fé cristã, devido à imagem de "banda cristã", que o grupo mantinha. Durante uma entrevista, Lee explicou: "Minha irmãzinha estava realmente entrando nessas paranoias, eu não quero ofender ninguém, mas não gosto de imagens falsas, de quinta categoria, dessa vulgarização feminina de caixa de biscoito, isso realmente me irrita. Ela começou a se vestir como elas e ela tinha apenas 8 anos de idade. Então eu conversei com ela e escrevi essa música." Ela revelou mais tarde, que a música havia sido inspirada na vida de cantoras de música pop, em alta ascensão na mídia, como Britney Spears e Christina Aguilera, acrescentando: "Neste ponto, todos sabem que Britney é falsa. A música não é sobre ela, é sobre muitas pessoas nesta indústria. É tudo tão falso, toda essa coisa de Hollywood. "Olhe o quão perfeito eu sou!", Ninguém de verdade é assim. É tudo muito falso e isso está realmente prejudicando a vida de muitas meninas e mulheres. Onde estão as pessoas de verdade?". De acordo com as partituras publicadas pela Alfred Music Publishing, no site Musicnotes.com, "Everybody's Fool" está escrito na nota de Fá maior. É definido em uma assinatura de tempo comum e executada em um ritmo de 92 batimentos por minuto. Os vocais de Lee na canção variam da nota de Lá à nota de Ré. Após o terceiro single do álbum Fallen, "My Immortal" continuou a fazer o sucesso da banda crescer, Lee revelou que "Imaginary" se tornaria o próximo e último single do álbum, afirmando: "Eu acho que é muito épico. É um daqueles grandes clássicos do Aerosmith ou Black Sabbath, de música de sábado. É como um opus, com refrão e um rock programado. Enfim, adoro essa música." No entanto, o lançamento de "Imaginary" acabou não ocorrendo e "Everybody's Fool", acabou se tornando o quarto single do álbum Fallen, em 4 de junho de 2004, enquanto um maxi single, foi lançado em 28 de abril de 2004.

## Recepção
Johnny Loftus do Allmusic classificou "Everybody's Fool", como uma canção de nu metal. Adrien Begrand, da PopMatters, concluiu que a música "leva assuntos sérios, para um nível teatral maior". Scott Juba do The Trades, classificou a música com a letra A e escreveu: "No que diz respeito à banda sozinha, "Everybody's Fool", está preocupável, é uma canção sobre a traição ardilosa do engano da fama. Há um desafio na voz de Lee que dá à faixa uma vantagem ousada, e a música é pesada, os tambores e as guitarras pesadas, aprimoram ainda mais o som forte. A banda certamente tem outro golpe de cartas em suas mãos." Simon Cusens da ABC Online, deu a música 3 de 5 estrelas, chamando-a de "uma música fria, triste e nervosa, que eu só gostaria de ouvir sem que ela fosse repetida novamente." Joe D'Angelo, da MTV News, escreveu que "o som acústico e os sintetizadores ondulantes abrem caminho para os duros acordes de metal, que abrem a música", acrescentando que a voz de Lee foi "desencarnada", nas primeiras partes: "Perfeita por natureza/Ícone da própria indulgência/Exatamente o que todos nós precisamos/Mais mentiras sobre um mundo que/Nunca existiu e nunca existirá."
A música alcançou o número 36 no Billboard Alternative Songs em 8 de maio de 2004. Em 13 de junho de 2004, "Everybody's Fool" estreou no número 23 no Australian Singles Chart, que mais tarde se tornou sua posição máxima. Passou cinco semanas na parada, onde começou no número 42, na última semana de 11 de julho de 2004. No UK Singles Chart, "Everybody's Fool" estreou no número 24 em 12 de junho de 2004, que mais tarde se tornou sua posição máxima. Na próxima semana, caiu para o número 40 e foi visto pela última vez no gráfico, em 26 de junho no número 49. Também foi traçado em outros países europeus, após seu lanamento.

## Videoclipe
O videoclipe, de "Everybody's Fool" foi dirigido por Philipp Stölzl e foi filmado em Los Angeles, Califórnia, em meados de abril de 2004. Falando sobre a filmagem e o desenvolvimento do vídeo, Lee disse: "Há uma cena com motocicletas que toda vez que eu vejo isso, me acabo. É uma cena Slow Motion, onde eu tiro o capacete e meu balança, e eu dou um olhar fatal, para a câmera... isso me mata de vergonha. É tão hilário e ridículo. [...] É uma coisa realmente diferente para nós fazermos, porque não é um concerto. Todos estavam rindo de mim o tempo todo. Eu falava: "Por favor, não riem de mim. Apenas me dê cinco minutos para que eu possa me concentrar, para fazer isso." Lee acrescentou que a mensagem do vídeo é em nome dos produtos que sua personagem está anunciando, Cada um dos quais são chamados de “Lies” (“mentira”), porque de acordo com ela "[... a] vida da personagem é uma mentira. Todos os sorrisos para a câmera, tudo isso é uma mentira".
Lee conceituou o vídeo em torno das letras da música: "É uma espécie de exposição da falsidade. E mais a frente, nas letras, de expõe os verdadeiros testemunhos [de vida] de algumas dessas pessoas. É basicamente mostrando fala dessa vida glamurosa e chique nas aparências, mas que por trás disso há tristeza e miséria, a realidade não é tão perfeita como achamos. Joe D Angelo da MTV News escreveu que "os fãs vão ver Amy Lee como nunca antes. Em vez de suas maquiagens pesadas e roupas góticas que são suas assinaturas, o clipe mostra Lee vestida alternadamente como uma adolescente saudável, uma ídolo pop comercial e com uma vida glamurosa." Amy Lee interpreta uma modelo que promove produtos por uma empresa chamada “Lies” (“mentira”). O clipe se concentra nas dificuldades que a personagem de Lee sofre com a sua carreira de modelo e seu estilo de vida oposta.
Antes que a música comece, Lee aparece com cabelos loiros, uma blusa azul bebê e uma longa saia branca e sai da cozinha segurando uma pizza congelada fresca do forno, em um comercial de TV. Ela apresenta a pizza para sua família e, à medida que a câmera se aproxima para mostrar os maquiadores retocando sua maquiagem, a marca na caixa de pizza é visível e se chama Lies. "Não há nada melhor que uma boa mentira", diz Lee alegremente, através de um sorriso. As cenas de Lee em seu quarto de hotel chorando e demonstrando sua infelicidade, seguem enquanto ela remove sua maquiagem. Essas cenas são seguidas, por uma onde Lee aparece com "perucas luxuosas e brincos de diamantes pendurados". Ela também aparece em uma motocicleta, durante um comercial de uma marca de refrigerantes chamada "Lies", que oferece ao seu consumidor a oportunidade de "ser alguém".
Em um comercial estilo japonês, com textos em língua japonesa e inglesa, ela interpreta uma boneca de com cabelo rosa, em outro comercial. Cada cena termina com Lee chorando. Durante o refrão, duas meninas em um elevador são vistas rindo da aparência da modelo, afirmando que ela parece muito mais velha do que elas pensavam que era. Na próxima cena, ela é mostrada em uma banheira cantando a música para si mesma. Outro segmento mostra que ela quebra um espelho com a mão, devido sua enorme angustia, que começa a sangrar incontrolavelmente. Na cena final, ela fica na varanda de um prédio, chorando e gritando ao ver um enorme outdoor com uma de suas propagandas, dizendo que "Você não é real, então, não pode me salvar", e que o  público é inconsciente, da forma de que ela realmente vive.

## Performances ao vivo
A música fez parte da set list da primeira turnê mundial do Evanescence, Fallen Tour. Uma versão acústica foi realizada, na seção de bastidores do primeiro álbum ao vivo da banda, Anywhere but Home (2004) e outra versão ao vivo da música tocada em Le Zénith, Paris também foi dicionada no álbum. Johnny Loftus do Allmusic disse que "quando as guitarras aparecem (como em Everybody's Fool), Lee combina seu poder com facilidade."

## Créditos
Os créditos foram adaptados do encarte do álbum Fallen

## Desempenho nas tabelas musicais
| Tabelas (2003)                                 | Maior posição |
| ---------------------------------------------- | ------------- |
| Austrália (ARIA)                               | 23            |
| Bélgica (Ultratop 50 de Flandres)              | 35            |
| Bélgica (Ultratip Bubbling Under da Valônia)   | 3             |
| Estados Unidos (Billboard Alternative Airplay) | 36            |
| Irlanda (IRMA)                                 | 32            |
| Itália (FIMI)                                  | 16            |
| Noruega (VG-lista)                             | 17            |
| Países Baixos (Single Top 100)                 | 35            |
| Reino Unido (UK Singles Chart)                 | 24            |
| Suíça (Schweizer Hitparade)                    | 35            |

| Chart (2004)                   | Posição |
| ------------------------------ | ------- |
| Países Baixos (Dutch Top 40)   | 31      |
| Itália (Italian Singles Chart) | 96      |